# 6533 Giuseppina
A 6533 Giuseppina (ideiglenes jelöléssel 1995 DM1) a Naprendszer kisbolygóövében található aszteroida. Carl W. Hergenrother fedezte fel 1995. február 24-én.